# Coin des poètes

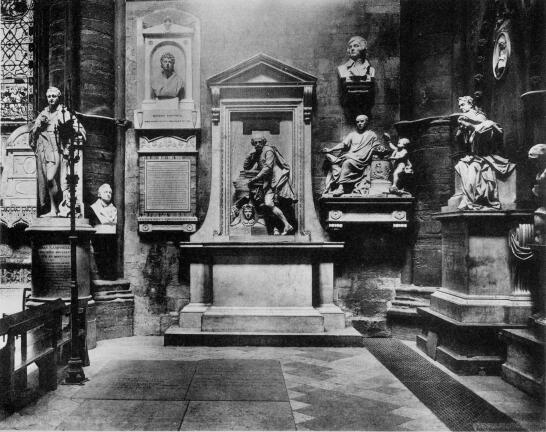
Le Poets' Corner.

Le Coin des Poètes (en anglais Poets' Corner) est le nom que l'on donne traditionnellement à une section du transept sud de l'abbaye de Westminster en raison du grand nombre de poètes, de dramaturges et d'écrivains qui y sont maintenant enterrés ou commémorés.
Le premier écrivain à y être enseveli fut Geoffrey Chaucer en 1400, qui doit sa place dans l'abbaye davantage à sa position comme Clerk of King's Works du Palais de Westminster qu'à sa gloire comme auteur. Pourtant, l'érection d'un tombeau par Nicholas Brigham en l'honneur de Chaucer au milieu du XVIe siècle et l'enterrement d'Edmund Spenser à proximité en 1599 a inauguré une tradition qui s'est perpétuée, bien que cette partie abrite aussi les tombeaux de plusieurs chanoines et doyens de l'abbaye.
On y trouve aussi Thomas Parr, dont on prétend qu'il serait mort à l'âge de 152 ans en 1635, après avoir vu passer dix souverains sur le trône.

## Dénomination
La dénomination originelle semble avoir été « the poetical Quarter », progressivement transformée en Poets Corner.

## «Coin des poètes» et reconnaissance publique
La sépulture ou la construction d'un monument dans l'Abbaye n'a pas toujours eu lieu juste après la mort. Lord Byron, par exemple, dont on admirait la poésie, mais dont le genre de vie scandalisait, est mort en 1824, mais n'a pas reçu de mémorial avant 1969. Même Shakespeare, enterré à Stratford-upon-Avon en 1616, n'a pas reçu l'honneur d'un monument jusqu'en 1740 où celui qu'a dessiné William Kent a été construit dans le Coin des Poètes.
Tous les poètes n'ont pas apprécié cette façon de célébrer les gens et l'épitaphe de Samuel Wesley pour Samuel Butler, dont on dit qu'il est mort dans la misère, perpétue le ton satirique de Butler :

« Tant que Butler, pauvre nécessiteux, vivait encore,

Aucun patron généreux ne lui aurait donné de quoi dîner ;

Voyez-le maintenant quand, mort de faim, il est redevenu poussière,

On le présente avec un buste monumental.

C'est tout à fait le destin du poète qu'on voit ici,

Il ne voulait que du pain et on lui a donné une pierre. »

— Samuel Wesley

## Personnalités reposant dans lePoets' Corner
- Robert Adam, architecte et décorateur (3 juillet 1728 - 3 mars 1792)
- Isaac Barrow, mathématicien et théologien (octobre 1630 - 4 mai 1677) Avec un monument en marbre.
- Francis Beaumont, acteur et dramaturge (1585 - 6 mars 1616) Tombe non marquée, nom inscrit sur la pierre tombale d'Abraham Cowley.
- Robert Browning
- William Camden
- Thomas Campbell
- Geoffrey Chaucer
- William Congreve
- Abraham Cowley
- William Davenant
- Charles Dickens
- Adam Fox
- John Dryden
- David Garrick
- John Gay
- George Friedrich Handel
- Thomas Hardy (ses cendres, mais son cœur repose auprès de sa première femme à Stinsford dans le Dorset)
- Dr Samuel Johnson
- Ben Jonson
- Rudyard Kipling
- Thomas Macaulay
- John Masefield
- Anne Oldfield
- Laurence Olivier, Baron Olivier
- Thomas Parr
- Matthew Prior
- Charles de Saint-Évremond
- Richard Brinsley Sheridan
- Edmund Spenser
- Alfred Tennyson, 1er Baron Tennyson

## Personnalités honorées par un mémorial dans le Poets' Corner
- Dame Peggy Ashcroft
- Jane Austen
- John Betjeman
- William Blake
- Charlotte Brontë
- Anne Brontë
- Emily Brontë
- Rupert Brooke
- Fanny Burney
- Robert Burns
- Samuel Butler
- Lord Byron
- Charles Lutwidge Dodgson/Lewis Carroll
- Mary Ann Evans/George Eliot
- Thomas Stearns Eliot
- Oliver Goldsmith
- Adam Lindsay Gordon
- Thomas Gray
- Robert Herrick
- Gerard Manley Hopkins
- Alfred Edward Housman
- Henry James
- John Keats
- Jenny Lind
- Henry Wadsworth Longfellow
- Christopher Marlowe
- John Milton
- John Ruskin
- Walter Scott
- William Shakespeare
- Percy Bysshe Shelley
- William Makepeace Thackeray
- Dylan Thomas
- Anthony Trollope
- Oscar Wilde
- William Wordsworth
- Noel Coward